# Devay
Devay é uma comuna francesa na região administrativa de Borgonha-Franco-Condado, no departamento Nièvre. Estende-se por uma área de 11,97 km². Em 2010 a comuna tinha 504 habitantes (densidade: 42,1 hab./km²).